# Mariano Amaro
Pour les articles homonymes, voir Amaro.
Mariano Amaro, de son nom complet Mariano Rodrigues Amaro, est un footballeur portugais né le 7 août 1914 à Lisbonne et mort le 23 mai 1978. Il évoluait au poste de milieu.

## Biographie

### En club
Mariano Amaro est un joueur historique du CF Belenenses, il y remporte notamment un titre de champion du Portugal en 1946. Il dispute un total de 213 matchs avec le club.

### En équipe nationale
International portugais, il reçoit 19 sélections en équipe du Portugal entre 1937 et 1947, sans inscrire de but,.
Il joue son premier match en équipe nationale le 28 novembre 1937 en amical contre l'Espagne (victoire 2-1 à Vigo).
Son dernier match a lieu le 23 novembre 1947 en amical contre la France (défaite 2-4 à Oeiras).

## Palmarès
Avec le CF Belenenses :
- Champion du Portugal en 1946
- Vainqueur de la Coupe du Portugal en 1942